# Bulevar Niza
Bulevar Niza o Bulevar es un centro comercial ubicado en la localidad de Suba, al norte de Bogotá. Se encuentra frente a la estación de TransMilenio Niza - Calle 127.   
Se ubica en el cruce de las avenidas calle 127, Suba y Las Villas, en una antigua zona pantanosa que hacía parte del sistema del humedal de Córdoba.  
Fue inaugurado en 1988 con un diseño de Carlos Hernández, Eduardo Samper y Doménico Parma Marré. Entre 2013 y 2016 sufrió un proceso de remodelación por 42.000 millones de pesos.
En el sótano cuenta con dos cargadores para carros eléctricos tipo 1 y 2.

## Transporte

### Servicios urbanos
Así mismo funcionan las siguientes rutas urbanas del SITP en los costados externos a la estación, circulando por los carriles de tráfico mixto sobre la Calle 127 y la Avenida Suba, con posibilidad de trasbordo usando la tarjeta TuLlave.
| Código | Sector              | Dirección                  | Rutas |
| ------ | ------------------- | -------------------------- | --- |
| 038A02 | C C.C. Bulevar Niza | Av. Las Villas - Calle 127 | - A151 Centro - C144 Bilbao - E17 Chicó - E43 Chicó - E44 El Uval                                                         |
| 007A02 | C CC Bulevar Niza   | Calle 127                  | - C109 Tibabuyes - C117 Villa Cindy - C134 Tibabuyes - C144 Bilbao - C151 Tibabuyes - E17 Villa Gloria - E43 Villa Gloria |